# Latino Giovenale Manetti
Latino Giovenale Manetti (1486 – 1553) è stato un poeta ed erudito italiano. Le sue rime furono apprezzate e lodate, tra gli altri, dal Bembo.
Rodolfo Lanciani lo definì “il vero e proprio creatore della Roma moderna” e “l’Haussmann del pontificato farnese”, per la sua attività nei magistri stratarum e come Commissario delle antichità di Roma, titolo che gli venne conferito da Alessandro Farnese nel 1534.

## Biografia
Stimato conoscitore dell'arte antica, venne scelto per fare da guida a Carlo V durante la visita a Roma del 1536: "Insieme alla sistemazione del Campidoglio - dove significativamente Manetti aveva stabilito il proprio ufficio - i preparativi per l’incoronazione di Carlo V rappresentano uno dei progetti pubblici di maggior rilievo del pontificato farnesiano: si tratta di una serie di interventi, che determina riassetti e demolizione in ampi brani del tessuto viario, efficacemente descritta nei Ricordi del patrizio romano e magistrato municipale Marcello Alberini, secondo il quale “in molti luoghi la cittade ha mutato di forma". È questo il prologo di un’intesta politica a misura urbana che Paolo III avrebbe intrapreso negli anni seguenti: l’entrata di Carlo V è stata letta dalla critica come prefigurazione di un vasto programma di progetti, che si distingue da quello di molti predecessori perché pianificato secondo un disegno unitario, strutturato a scala urbana. Non secondariamente, è l’occasione per ripensare l’uso rituale e ideologico del Foro, sfruttando il potenziale retorico delle rovine".
Morì a Roma il 28 gennaio 1553 e fu sepolto in S. Maria sopra Minerva, dove lo ricorda la lapide apposta dai figli nella cappella di S. Vincenzo.